# Sai ua
Sai ua (Tailandés: ไส้อั่ว, pronunciado [sâj ʔùa]) o salchicha del Norte de Tailandia o salchicha de Chiang Mai es una salchicha de cerdo a la parrilla de Tailandia del Norte y el noreste de Birmania. En Tailandia, es un alimento estándar de las provincias del norte y también se ha vuelto muy popular en el resto de Tailandia. Su nombre en tailandés proviene de sai (intestino) y de ua (rellenar). En el estado Shan, esta salchicha se conoce como sai long phik.
Sai ua contiene carne de cerdo picada, hierbas, especias y pasta de curry rojo kaeng khua. Se suele comer a la plancha con arroz glutinoso y otros platos o se sirve como aperitivo o entrada. Tradicionalmente, el sai ua era una salchicha casera, pero hoy en día está disponible en las tiendas.